# Denton (Texas)
Denton é uma cidade localizada no estado norte-americano de Texas, no Condado de Denton.

## Demografia
Segundo o censo norte-americano de 2000, a sua população era de 80.537 habitantes.
Em 2006, foi estimada uma população de 109.561, um aumento de 29024 (36.0%).

## Geografia
De acordo com o United States Census Bureau tem uma área de
161,5 km², dos quais 159,3 km² cobertos por terra e 2,2 km² cobertos por água.

## Localidades na vizinhança
O diagrama seguinte representa as localidades num raio de 12 km ao redor de Denton.